# Anomalacra werneri
Anomalacra werneri är en skalbaggsart som beskrevs av Henry Fuller Howden 1955. Anomalacra werneri ingår i släktet Anomalacra och familjen Rutelidae. Inga underarter finns listade i Catalogue of Life.